# Перемога (стадіон, Кам'янське)
«Перемόга»  — стадіон в місті Кам'янське, Україна.
Запасний стадіон СК "Прометей". Також на ньому тренуються учні міських ДЮСШ та звичайні люди.

## Історія
Стадіон названо на честь перемоги в Другій Світовій Війні.
Рішення про будівництво стадіону було прийнято в 1953 році і вже 4 вересня 1955 року відбулась церемонія відкриття. Спершу церемонію було заплановано на 28 серпня, втім як повідомляла газета "Дзержинець": "В зв'язку з тим, що приймальна комісія виявила деякі недоробки, міський комітет у справах фізкультури та спорту і громадські організації заводу вирішили урочисте відкриття стадіону провести четвертого вересня". Згідно повідомлень в пресі, будівництво арени коштувало 14 мільйонів карбованців.
В рамках церемонії відкриття відбулись парад фізкультурників, змагання і показові виступи з різних видів спорту а також футбольний матч першості УРСР між місцевим "Хіміком" та "Металургом" з Горлівки. Хімік переміг з рахунком 2—0.
На стадіоні проводились чемпіонати СРСР, змагання спортивних товариств та турніри різних рівнів.

## Спортивна інфраструктура
На момент відкриття стадіон був одним із найсучасніших в УРСР, в його головному корпусі знаходились кімнати для настільних ігор, змагань у шахи і шашки, методичний кабінет і радіовузол. На самому стадіоні розташовувалось футбольне поле а також бігові доріжки, дві доріжки для стрибків у висоту з жердиною, дві ями для стрибків у довжину, сектори для штовхання ядра, ями для стрибків у висоту, три тенісні корти та стільки ж волейбольних майданчиків і площадок для гри в городки.  Також на території знаходились два баскетбольні майданчики та запасне тренувальне футбольне поле з трибунами на тисячу глядачів.

## Архітектура
На момент відкриття, фасад головного корпусу було прикрашено барельєфом з зображеннями Леніна, Сталіна та прапорами радянських республік. Головний вхід збудовано у формі 15-метрової арки яку прикрашають чотири статуї: в центрі стоять статуї людей один з якиж кидає спис а інший штовхає ядро, бо боках від них стоять статуї лижника та лижниці. Один з входів на стадіон прикрашали дві колонади та ажурна металева решітка. Головна трибуна була прикрашена портретами керівників партії і уряду, панно, стендами та спортивною агітацією. 

## Сучасний стан
Наразі стадіон знаходиться в поганому стані та майже не використовується.